# Triangulum Minus
Triangulum Minus (latin för Lilla triangeln) var en stjärnbild på norra stjärnhimlen. Stjärnbilden introducerades av den polske astronomen Jan Hevelius.
På några stjärnkartor förekommer den med det felaktiga namnet Triangulum Minor. Konstellationen utgjorde den södra delen av Hevelius stjärnbild Triangula (plural för Triangulum). Den definierades av några stjärnor av femte magnituden. Stjärnbilden introducerades i Hevelius verk Firmamentum Sobiescianum, som utkom 1690. Den andra delen av stjärnbilden hette Triangulum Majus och är i stora drag identisk med Triangelns stjärnbild.
Triangulum Minus väckte stort intresse bland astronomerna till att börja med. Intresset hade dock svalnat på 1920-talet när de moderna stjärnbilderna spikades. Därför finns nu bara en triangel i området, sedan den Internationella Astronomiska Unionen sagt sitt.

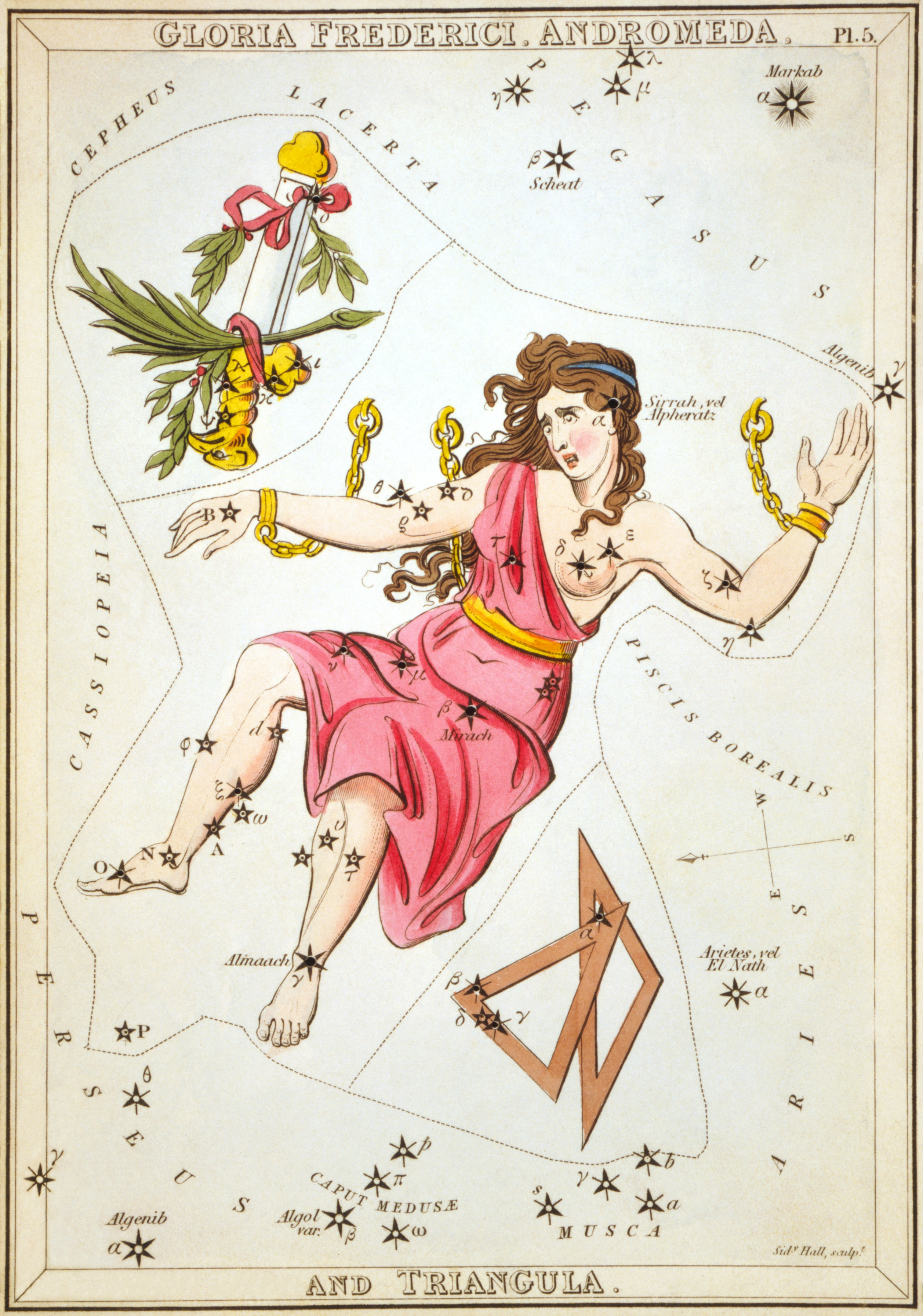
Triangula, de båda trianglarna kan ses på denna stjärnkarta från Urania's Mirror (1842). Triangulum Minus är triangeln till höger, med stjärnor som är för ljussvaga för att tas med på kartan.

## Stjärnor
Triangeln i den diskreta lilla stjärnbilden utgjordes av följande tre stjärnor:
- TZ Trianguli – jota Trianguli eller 6 Trianguli är en multipelstjärna med den kombinerade magnituden 4,95. Huvudkomponenten är en gul jättestjärna av spektraltyp G5 III.[1][4][5]
- 10 Trianguli med magnitud 5,29[6]
- 12 Trianguli med magnitud 5,29[7]